# Automobiles Impetus
Automobiles Impetus, Max Hertel war ein französischer Hersteller von Automobilen.

## Unternehmensgeschichte
Das Unternehmen aus Pornichet in der Rue Brunel begann 1899 mit der Produktion von Automobilen. Der Markenname lautete Impetus. Die Konstruktion stammte von Max Hertel aus Chicago, der das Fahrzeug bereits im Unternehmen Oakman Motor Vehicle Company fertigte. 1903 endete die Produktion. Das Unternehmen hatte sich vor der Automobilproduktion mit der Herstellung von Fahrräder einen Namen gemacht.

## Fahrzeuge
Anfangs wurden die Modelle 3 CV und 4 CV angeboten, die über Einzylindermotoren von De Dion-Bouton verfügten. Die Höchstgeschwindigkeit der Fahrzeuge lag bei 50 km/h. Die Preise lagen bei 3500 Fr. für das 3-CV-Fahrzeug und bei 4000 Fr. für das 4-CV-Automobil. 1901 ergänzte das größere Modell 9 CV mit einem Zweizylindermotor das Angebot.